# Wincent Weiss

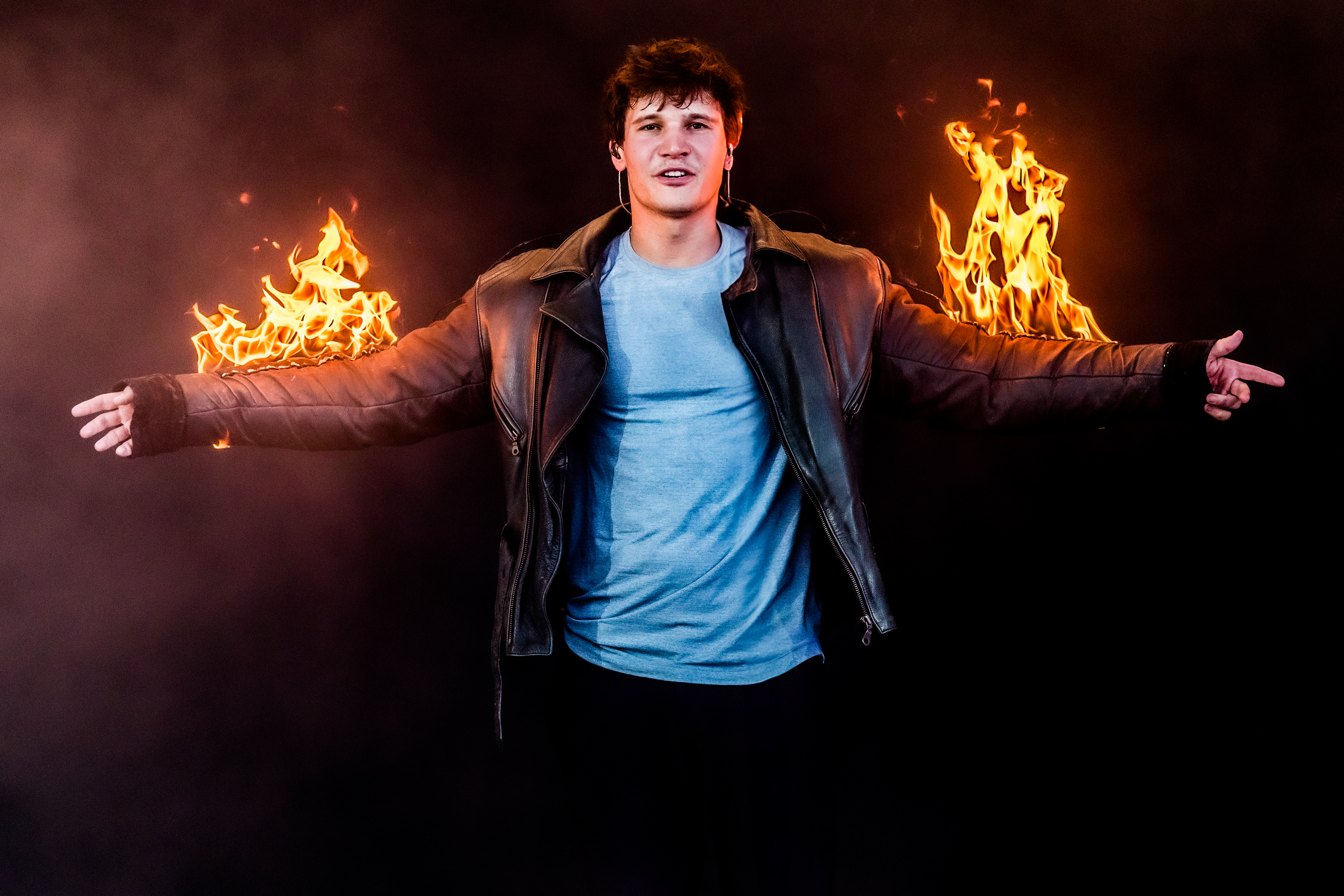
Wincent Weiss (2023)

Wincent Weiss (* 21. Januar 1993 in Bad Oldesloe; bürgerlich Wincent Weiß) ist ein deutscher Popsänger und Songwriter.

## Karriere

### 2013–2017: Musikalische Anfänge undIrgendwas gegen die Stille
Vor Beginn seiner künstlerischen Laufbahn besuchte Weiss die Johann-Heinrich-Voß-Schule und die Kreisberufsschule in Eutin. Nach dem Abitur zog er von Schleswig-Holstein nach München, schrieb die ersten Songs und arbeitete als Restaurantleiter.
2013 nahm er an der zehnten Staffel von Deutschland sucht den Superstar (DSDS) teil, kam unter die letzten 29 Kandidaten, schied dann aber aus. Danach wurde er mit einer Coverversion des Liedes Unter meiner Haut von Elif Demirezer bekannt, nachdem er am Klavier eine Akustikversion aufgenommen und sie bei YouTube hochgeladen hatte. Etwa zwei Jahre später spielten die DJs Gestört aber geil und Koby Funk einen Remix des Liedes auf einem Festival. Im Juli 2015 belegte dieser Remix Platz sechs in den deutschen Singlecharts. Die Single konnte sich über ein Jahr in den deutschen Charts halten und wurde mit drei goldenen Schallplatten ausgezeichnet. Weiss hat vor seinem Plattenvertrag gekellnert und gemodelt. Er ist bis heute mit Tune Models unter Vertrag. Er lief als Exklusiv-Model auf dem Laufsteg für Versace in Mailand während der Saison Frühjahr/Sommer 2016.

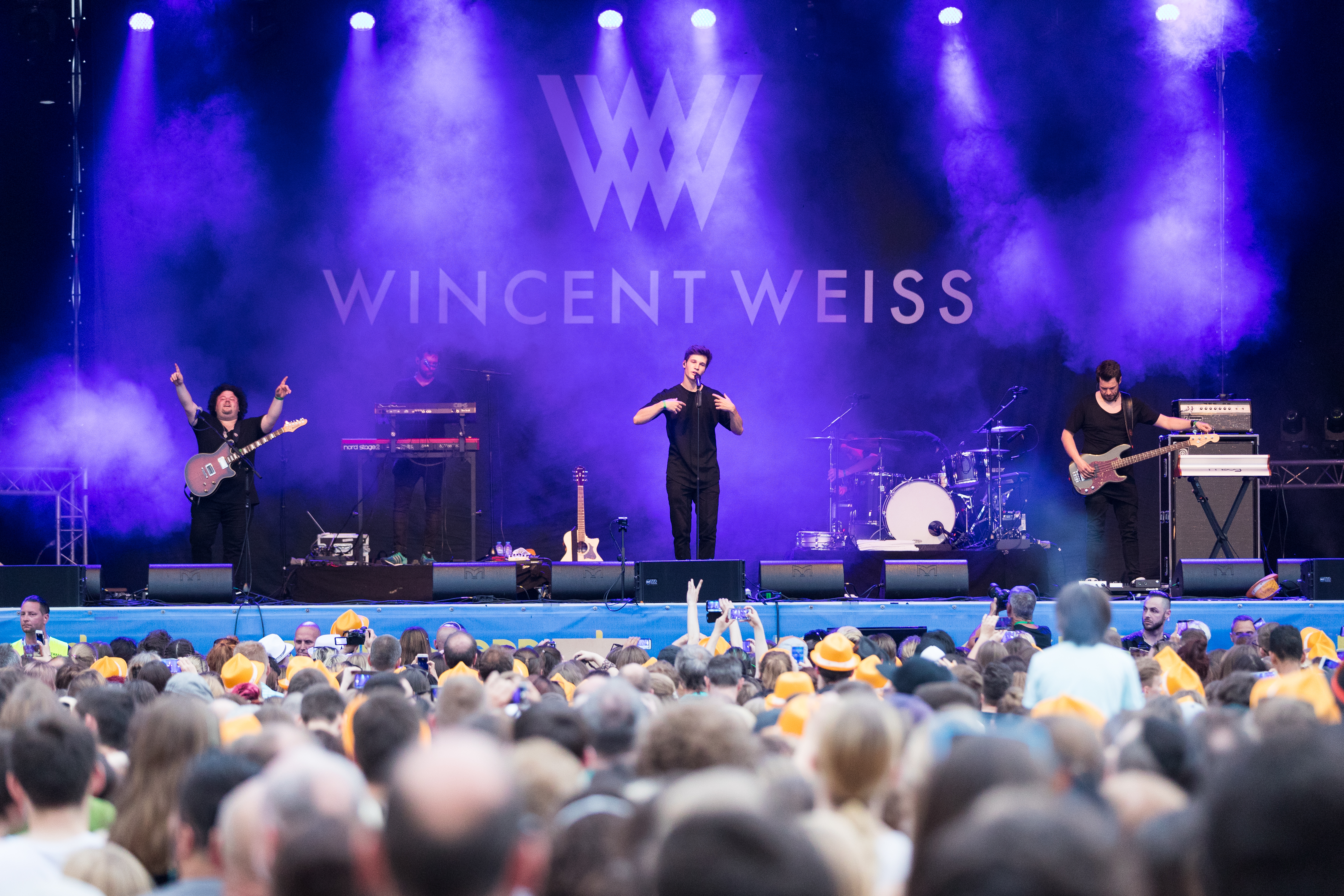
Wincent Weiss beim Schlossgrabenfest Darmstadt, 2017

Am 11. September 2015 veröffentlichte er seine erste Solosingle Regenbogen und am 11. April 2016 folgte die mit einer Platin-Schallplatte ausgezeichnete Single Musik sein als erste Veröffentlichung aus seinem Debütalbum. 2017 erreichte er mit Feuerwerk ebenfalls die deutschen Singlecharts. Auch für diese erhielt er eine goldene Schallplatte. Am 14. April 2017 erschien sein erstes Album Irgendwas gegen die Stille, das in den deutschen Albumcharts Rang drei erreichte und mit 200.000 verkauften Einheiten mit Platin ausgezeichnet wurde. Im Mai 2017 war er Teil der deutschen ESC-Jury in Kiew. Die Autorenbeteiligung an dem Song Lieb mich dann von Helene Fischer erschien ebenfalls im selben Monat. Am 11. August erschien mit Frische Luft die dritte und letzte Single aus seinem ersten Album. Eine Akustikversion seines ersten Albums erschien am 27. Oktober 2017. Zudem veröffentlichte er auf einer Deluxe-Version des Albums auch die zwei bis dahin unveröffentlichten Songs 365 Tage und Weck mich nicht auf, die er zuvor nur live gespielt hatte. Im November 2017 startete er eine Tour mit 24 Konzerten. Im selben Monat gewann er bei den MTV Europe Music Awards 2017 den Preis als bester deutscher Künstler.

### 2018–2020:Irgendwie andersund TV-Projekte
Im März 2018 wurde er in den Kategorien Künstler Pop National und Newcomer National für den Echo nominiert und am 12. April 2018 mit letzterem in der Kategorie Newcomer National ausgezeichnet. Am selben Tag veröffentlichte er die Single An Wunder, die auf Platz 18 in die deutschen Singlecharts einstieg und als höchste Platzierung Rang 12 erreichte. Am 2. November 2018 erschien mit Hier mit dir eine weitere Single aus seinem zweiten Studioalbum Irgendwie anders, das am 29. März 2019 veröffentlicht wurde. Zuvor wurden noch die Songs Pläne und Kaum erwarten als dritte und vierte Single veröffentlicht. Im 2018 erschienenen Film Tabaluga synchronisierte er die Titelfigur. Weiss war Teilnehmer der sechsten Staffel von Sing meinen Song – Das Tauschkonzert. Am 20. September 2019 erschien die Single Einmal im Leben, am 6. Dezember 2019 die Single Kein Lied. Eine limitierte Version des Albums Irgendwie anders erschien am 20. März 2020. Diese Version erhält neben den beiden zuletzt veröffentlichten Singles zudem auch noch ein Livealbum. 2018 war er Teilnehmer in der 3. Sendung der Show Win Your Song.

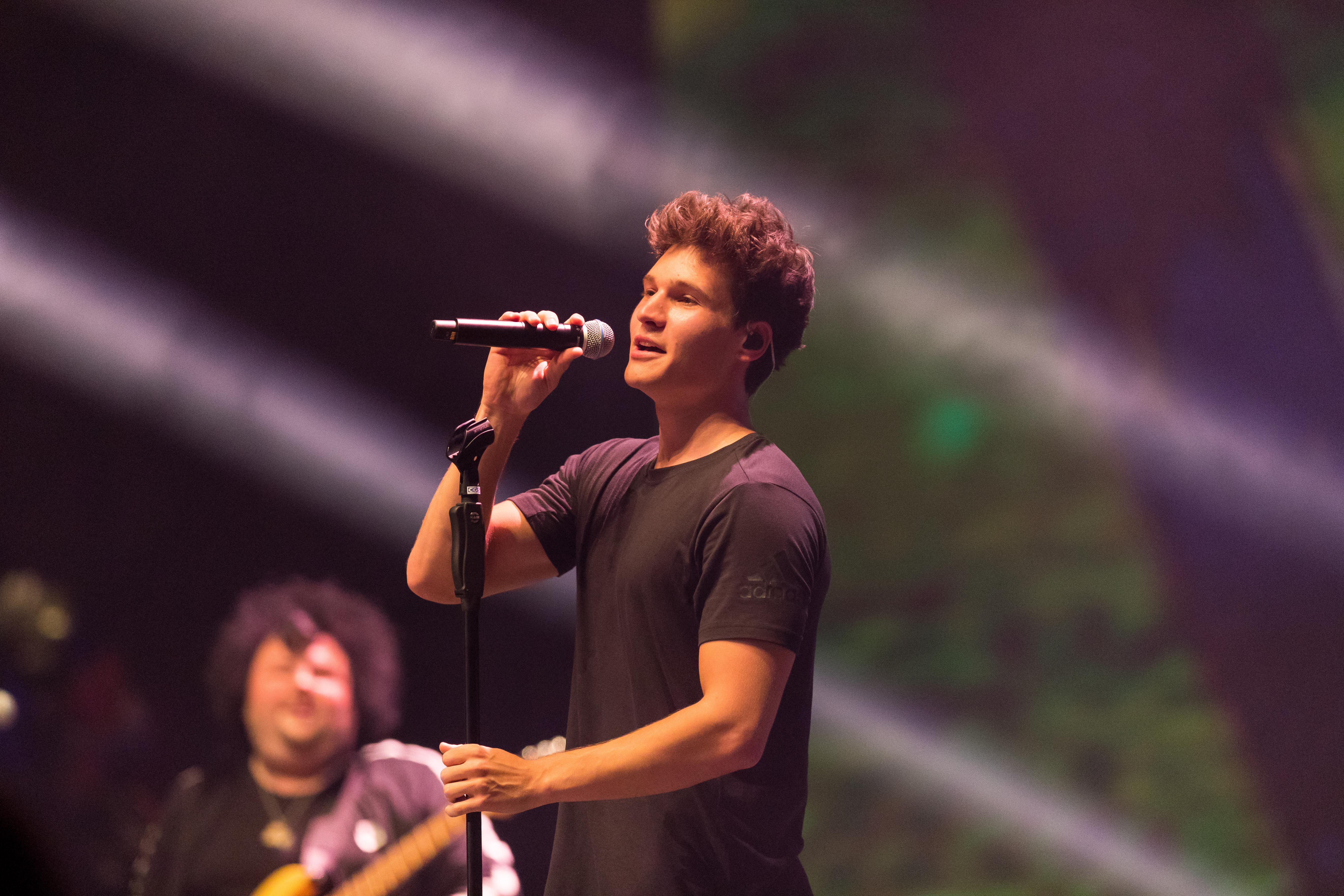
Wincent Weiss, 2018

Seit 2020 ist er unregelmäßig Teilnehmer in der Sendung Joko & Klaas gegen ProSieben. Am 20. Juni 2020 gab er in der Lanxess-Arena in Köln das erste Hallenkonzert seit Beginn der COVID-19-Pandemie, für das 900 Zuhörer zugelassen waren. Am 15. November 2020 gab der Sender Sat.1 bekannt, dass Weiss in der neunten Staffel von The Voice Kids als Coach auftritt.

### Seit 2021: Drittes StudioalbumVielleicht irgendwannund TV-Projekte

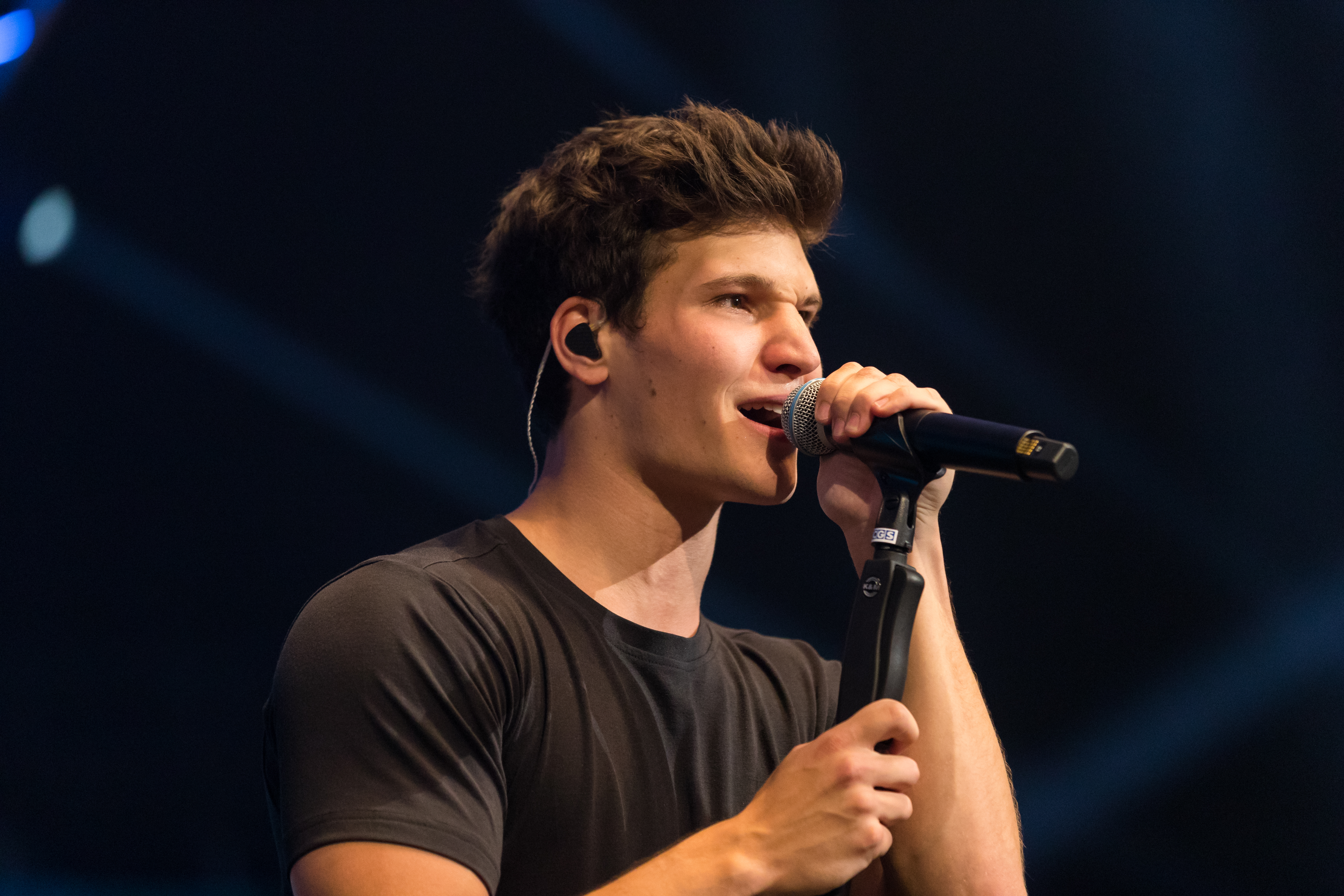
Wincent Weiss, 2018

Am 3. Januar 2021 erschien der Song Was habt ihr gedacht als Piano-Version. Als erste Single aus dem Album wurde der Song Wie es mal war am 8. Januar 2021 veröffentlicht. Als zweite Single folgte am 21. Januar 2021 der Song Wer wenn nicht wir. Der Song platzierte sich in den Top 20 der deutschen Singlecharts und erreichte die Singlecharts in Österreich und in der Schweiz. In dem Musikvideo sieht man neben Weiss unter anderem Pietro Lombardi, Johannes Oerding, Kai Pflaume, Julia Beautx und Joko Winterscheidt. Als dritte und vierte Single erschienen die Songs Wo die Liebe hinfällt und Winter. Zu beiden Songs erschien auch jeweils ein Musikvideo. Am 7. Mai 2021 erfolgte die Veröffentlichung des Albums Vielleicht irgendwann. Zuvor veröffentlichte Weiss auf seinem YouTube-Kanal mehrere Videos über die Entstehung des Albums in den letzten Wochen.
Am 31. Oktober 2021 informierte der Sender Sat.1, dass Weiss auch in der 10. Staffel von The Voice Kids als Coach auftritt. Des Weiteren ist er in der neunten Staffel der Rateshow Kaum zu glauben! Mitglied des Rateteams.

### Seit 2023: Viertes StudioalbumIrgendwo Ankommen, WeihnachtsalbumWincents Weisse Weihnachtenund TV-Projekte
Am 28. April 2023 veröffentlichte Weiss sein viertes Album Irgendwo ankommen. Nach eigener Aussage stellt dieses Album den Abschluss der „Irgend-Reihe“ (Irgendwas gegen die Stille – 2017, Irgendwie anders – 2019, Vielleicht irgendwann – 2021, Irgendwo ankommen – 2023) dar. Das Album stieg auf dem zweiten Platz in den deutschen Charts ein. Im Vorfeld der Veröffentlichung machte Weiss Überlegungen zur Verschiebung des Albumreleases öffentlich, da ein Einstieg an der Spitze der Charts aufgrund des gleichzeitigen Albumreleases eines anderen Künstlers praktisch ausgeschlossen war, entschied sich dann jedoch gegen eine Terminverschiebung.
Die Tour zum Album war die erste Tour von Weiss, die rote Zahlen schrieb. Dies war darauf zurückzuführen, dass eine Vielzahl der Termine Nachholtermine von COVID-19-bedingt ausgefallenen Konzerten waren. Die entsprechenden Karten waren bereits Jahre vorher verkauft worden. Obwohl die Tour weitestgehend ausverkauft war, konnten die Kostensteigerungen nicht aufgefangen werden. Trotz des absehbaren Verlustgeschäftes entschied sich Weiss jedoch gegen eine Tourabsage.
Seine erneute Teilnahme als Juror bei der 11. Staffel sowie 12. Staffel von The Voice Kids bestätigte der Sender Sat1 am 23. Oktober 2022 bzw. Ende Dezember 2023. Weiss ist auch in der zehnten und elften Staffel der Rateshow Kaum zu glauben! Mitglied des Rateteams.
Am 1. Dezember 2023 veröffentlichte Weiss das Album Wincents Weisse Weihnachten mit 15 Weihnachtsliedern. Dieses erreichte den ersten Platz in den deutschen Charts. Die am 29. November 2024 veröffentlichte Neuauflage mit vier neuen Titeln stieg auf dem zweiten Platz erneut in die deutschen Charts ein.
2025 ist er wieder Coach bei The Voice Kids.

## Diskografie
Studioalben

| Jahr | Titel Musiklabel                                | Höchstplatzierung, Gesamtwochen, AuszeichnungChartplatzierungen (Jahr, Titel, Musiklabel, Platzierungen, Wochen, Auszeichnungen, Anmerkungen) | Höchstplatzierung, Gesamtwochen, AuszeichnungChartplatzierungen (Jahr, Titel, Musiklabel, Platzierungen, Wochen, Auszeichnungen, Anmerkungen) | Höchstplatzierung, Gesamtwochen, AuszeichnungChartplatzierungen (Jahr, Titel, Musiklabel, Platzierungen, Wochen, Auszeichnungen, Anmerkungen) | Anmerkungen                                              |
| Jahr | Titel Musiklabel                                | DE | AT | CH | Anmerkungen                                              |
| ---- | ----------------------------------------------- | --- | --- | --- | -------------------------------------------------------- |
| 2017 | Irgendwas gegen die Stille Vertigo Berlin (UMG) | DE3 ×3Dreifachgold · (83 Wo.)DE | AT14 Gold · (6 Wo.)AT | CH4 Platin · (37 Wo.)CH | Erstveröffentlichung: 14. April 2017 Verkäufe: + 327.500 |
| 2019 | Irgendwie anders Vertigo Berlin (UMG)           | DE2 Gold · (59 Wo.)DE | AT8 Gold · (10 Wo.)AT | CH2 (25 Wo.)CH | Erstveröffentlichung: 29. März 2019 Verkäufe: + 107.500  |
| 2021 | Vielleicht irgendwann Vertigo Berlin (UMG)      | DE1 (27 Wo.)DE | AT1 (7 Wo.)AT | CH2 (7 Wo.)CH | Erstveröffentlichung: 6. Mai 2021                        |
| 2023 | Irgendwo ankommen Vertigo Berlin (UMG)          | DE2 (12 Wo.)DE | AT4 (2 Wo.)AT | CH2 (3 Wo.)CH | Erstveröffentlichung: 27. April 2023                     |

## Filmografie
- 2018: Tabaluga – Der Film (Tabaluga: Sprache und Gesang)
- seit 2022: Kaum zu glauben! (Rateshow, Mitglied des Ratepanels)
- 2023: Elemental (Gesang)
- 2024: Mufasa: König der Löwen (Alter Taka: Sprache und Gesang)

## Auszeichnungen

### Erhaltene Auszeichnungen
- 2017: MTV Europe Music Award – Kategorie: „Best German Act“[23]
- 2017: Audi Generation Awards – Kategorie: „Musik“[24]
- 2017: Bravo Otto (Silber) – Kategorie: „Super-Künstler“[25]
- 2018: Echo – Kategorie: „Newcomer National“[26]
- 2018: Radio Regenbogen Awards – Kategorie: „Pop National“[27]
- 2019: Goldene Henne – Kategorie: „Musik“[28]
- 2019: Goldene Kamera Digital Award – Kategorie: „Best Music Act“[29]
- 2019: Bravo Otto (Gold) – Kategorie: „Sänger/Sängerin National“[30]
- 2020: Bravo Otto (Gold) – Kategorie: „Sänger/Sängerin National“[31]
- 2021: Bravo Otto (Bronze) – Kategorie: „Sänger/Sängerin National“[32]
- 2021: Goldene Henne – Kategorie: „Musik“[33]
- 2022: Bravo Otto (Gold) – Kategorie: „Sänger/Sängerin National“[34]
- 2023: Bravo Otto (Gold) – Kategorie: „Sänger/Sängerin National“[35]
- 2024: Goldene Henne – Kategorie: „Musik“[36]
- 2024: KiKA Award – Kategorie: „Musik“[37]
- 2025: Bravo Otto (Gold) – Kategorie: Sänger und Sängerinnen national[38]

### Nominierungen
- 2017: Nickelodeon Kids Choice Awards – Kategorie: „Lieblingsstar (Deutschland, Österreich, Schweiz)“[39]
- 2017: Goldene Henne – Kategorie: „Aufsteiger des Jahres“[40]
- 2018: Echo – Kategorie: „Künstler Pop National“ (Irgendwas gegen die Stille)[41]
- 2019: Nickelodeon Kids Choice Awards – Kategorie: „Lieblingssänger/in (Deutschland, Österreich, Schweiz)“[42]
- 2019: Nickelodeon Kids Choice Awards – Kategorie: „Lieblingsohrwurm (Deutschland, Österreich, Schweiz)“ (An Wunder)[43]
- 2020: Nickelodeon Kids Choice Awards – Kategorie: „Lieblingssänger/in (Deutschland, Österreich, Schweiz)“[44]